# 哈爾布萊希河
47°39′31″N 10°46′56″E / 47.65861°N 10.78222°E

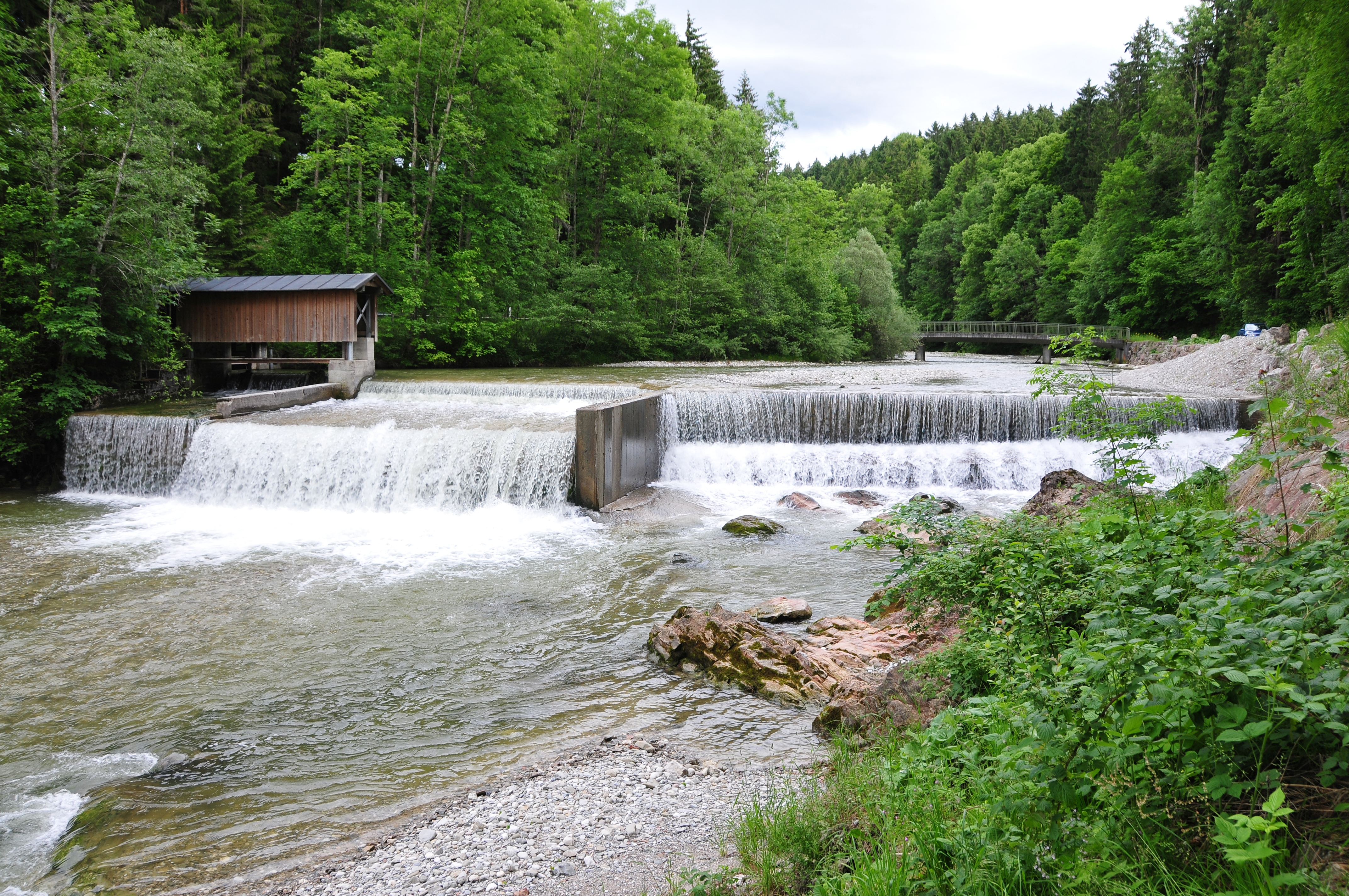
哈爾布萊希河

哈爾布萊希河（德語：Halblech），是德國的河流，位於該國東南部，由巴伐利亞負責管轄，處於上阿爾高縣，河道全長14.8公里，在普雷姆附近注入萊希河。